# Huayna Potosí

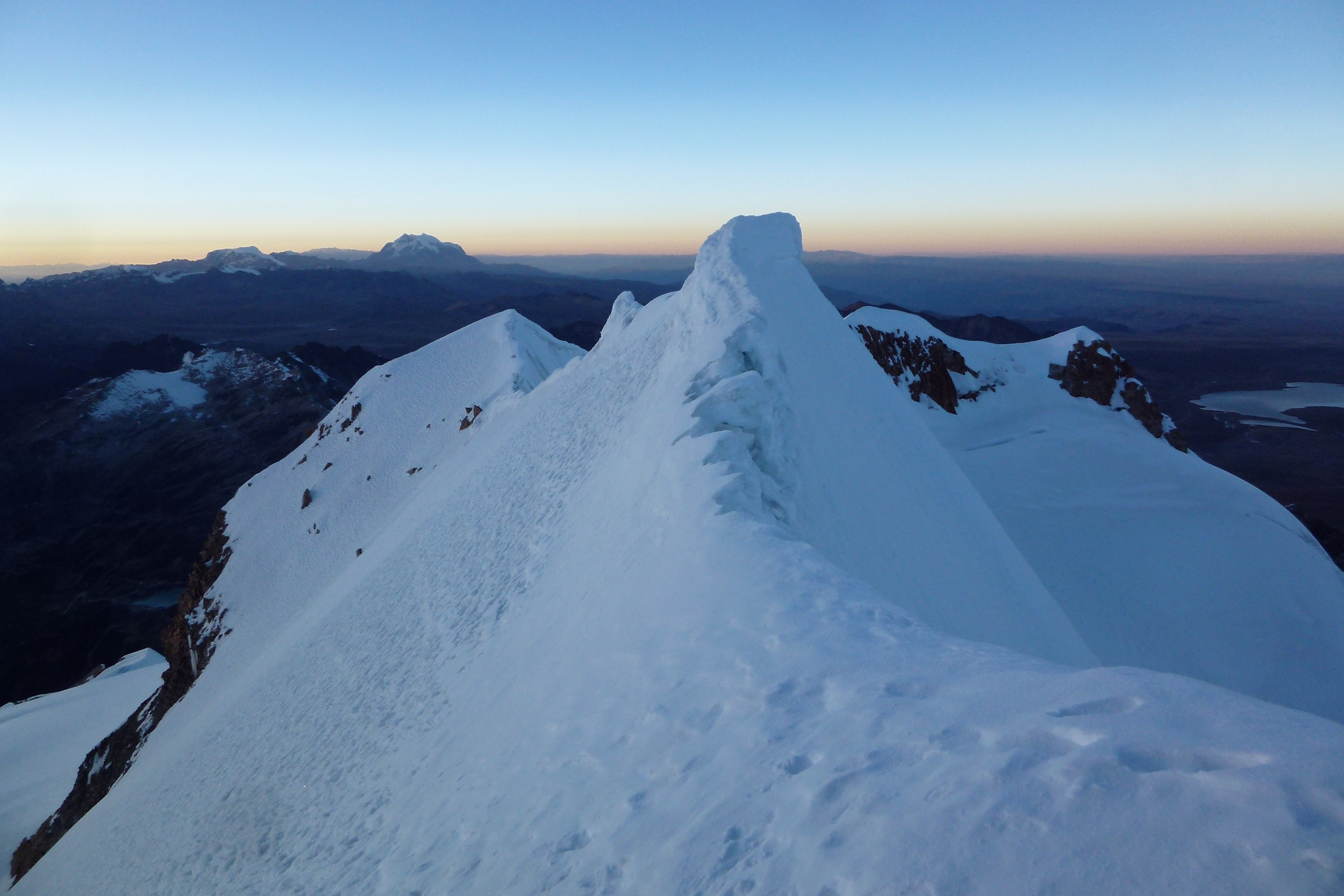
Sicht vom Gipfel des Huayna Potosi Richtung Illimani

Der Huayna Potosí ist ein prominenter, vergletscherter Berggipfel mit einer Höhe von 6088 m in der Cordillera Real, 25 km nördlich vom bolivianischen Regierungssitz La Paz in den südamerikanischen Anden. Der Berg ist für Bergsteiger und Touristen aufgrund seiner Charakteristik und der für seine Höhe einfachen Besteigung ein begehrtes Ziel. In der Sprache der Aymara bedeutet der Name „junger Berg“ (huayna=jung; potosí=Berg).

## Geologie
Der Huayna Potosí ist ein Gebirgsstock aus Granit, geologisch ein Batholith. Die gesamte Cordillera Real zwischen Mururata und Illampú besteht aus einer Serie verschiedener Granitkörper. Die Batholithe der Ostkordillere haben an den Rändern bedeutende Zinnlagerstätten. Goldadern finden sich in anderen geologischen Provinzen.
Frisch gebrochener Huayna-Potosí-Granit ist hellgrau, die verwitterte Oberfläche ist orangerot, Huayna-Potosí-Granit bricht in Platten und Blöcken wie der Granit im Bergell, beispielsweise am Campo Roca.
Der Huayna Potosí ist an allen Seiten vergletschert, besonders stark an der Amazonasseite. Die Gletscherzungen reichen bis etwa 5.000 m herab. Die Gletscher des Huayna Potosí werden aus wirtschaftlichen Gründen detailliert erforscht, vor allem der Zongo-Gletscher. Der dramatische Verlust an Gletschereis infolge der globalen Erwärmung, gemessen über die letzten Jahrzehnte, beträgt zwei bis drei Meter Eisdicke pro Jahr.

## Bergsteigen
Der Huayna Potosí ist von El Alto, vom Altiplano und Titicaca-See gut sichtbar und der Ausgangspunkt Zongo-Pass in knapp zwei Autostunden vom Zentrum La Paz erreichbar.
Er wird im Jahr von mehreren hundert bis tausend Personen bestiegen.
Hauptsaison sind die Monate Juni, Juli und August.
Alle Trekking-Agenturen in La Paz bieten den Huayna Potosí in ihren Programmen an.
Der Huayna Potosí ist ein leichter Sechstausender, vor allem wegen seiner guten Erreichbarkeit und der Infrastruktur am Berg.
Einmal akklimatisiert, bietet La Paz ein ideales „Basislager“ für mehrere Sechstausenderbesteigungen. Mit ein paar Stunden Bus- oder Taxifahrt ab dort kann man einige Ausgangspunkte erreichen, die etwa auf einer Höhe liegen, wie der Gipfel des Mont Blanc in den Alpen.
Neben dem Normalweg bietet sich die Südwand (Wandhöhe ca. 300 m, ca. 45° bis 50° steil) sowie die Westwand (Wandhöhe ca. 1.000 m, verschiedene Routen (im Fels IV bis V nach UIAA, im Eis ca. 60° steil)) für eine Besteigung an.

## Infrastruktur

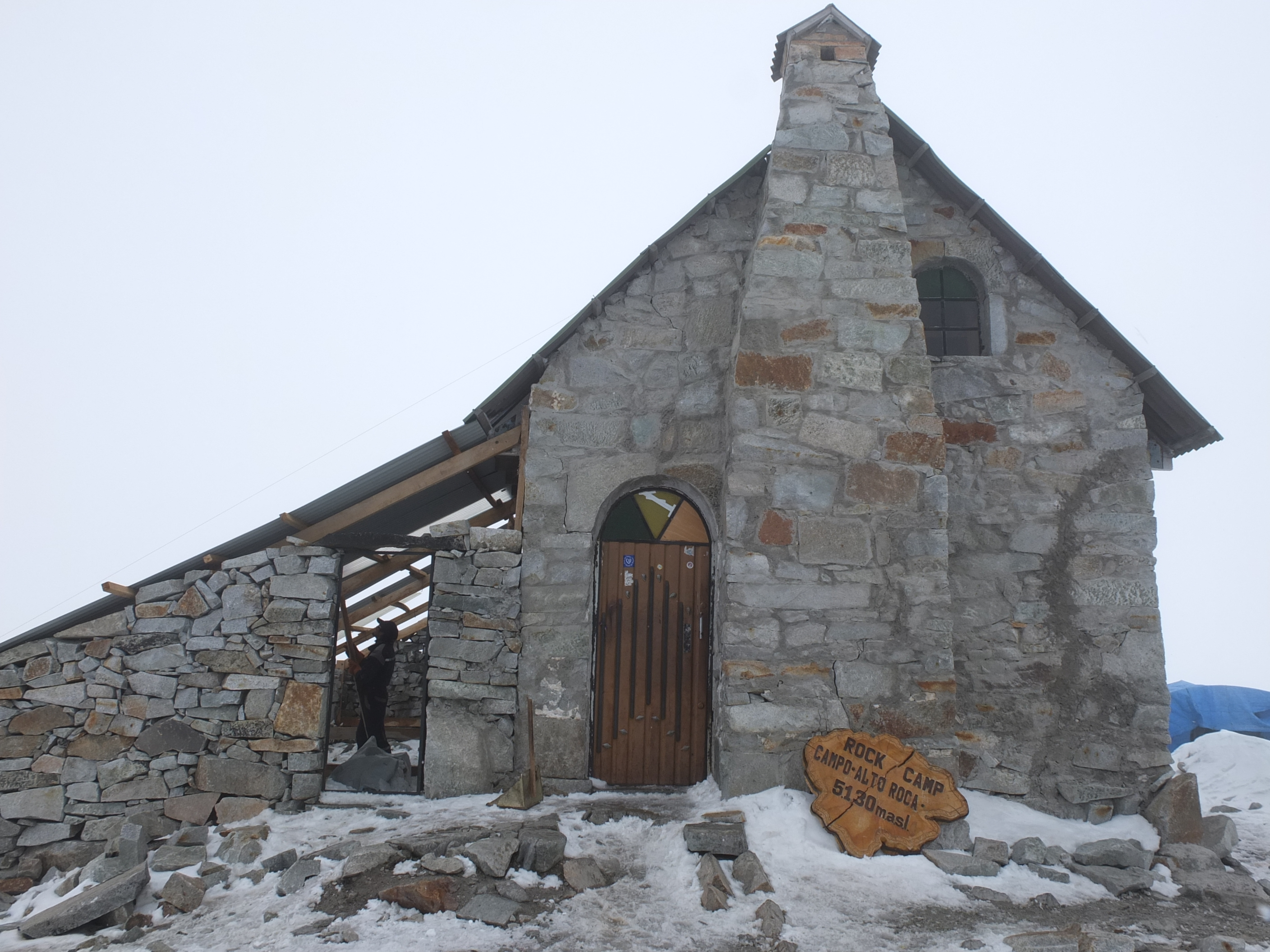
Schutzhütte „Campo Alto Roca“

Ausgangspunkt für den Huayna Potosi ist der Stausee am Zongo-Pass, auf 4.750 m gibt es
hier eine Bergsteiger-Unterkunft, das Refugio Huayna Potosí. Des Weiteren steht in dessen Nähe seit 2008 eine neue, größere Bergsteiger-Hütte, ein Projekt der Zongo-Gemeinde Llaulini. Der Zongo-Pass ist mit dem öffentlichen Bus am frühen Morgen ab Plaza Ballivian in El Alto erreichbar. Nachmittags gibt es fahrplanmäßig Busverkehr vom Zongo-Pass zurück nach El Alto.
Seit Mitte 2006 gibt es am Rand des Gletschers auf 5130 m das Campo Alto Roca, eine aus Stein gebaute, bewartete Bergsteigerhütte. Die Hütte wurde von der lokalen Bergführervereinigung erbaut. Sie ist von der Staumauer Represa Zongo und im Satellitenbild gut sichtbar. Daneben gibt es seit den 1980er Jahren eine kleine orangerote Biwakschachtel, 150 m höher als Campo Roca, sie ist im Eigentum einer der zahlreichen Agenturen in La Paz.

## Organisation einer Besteigung

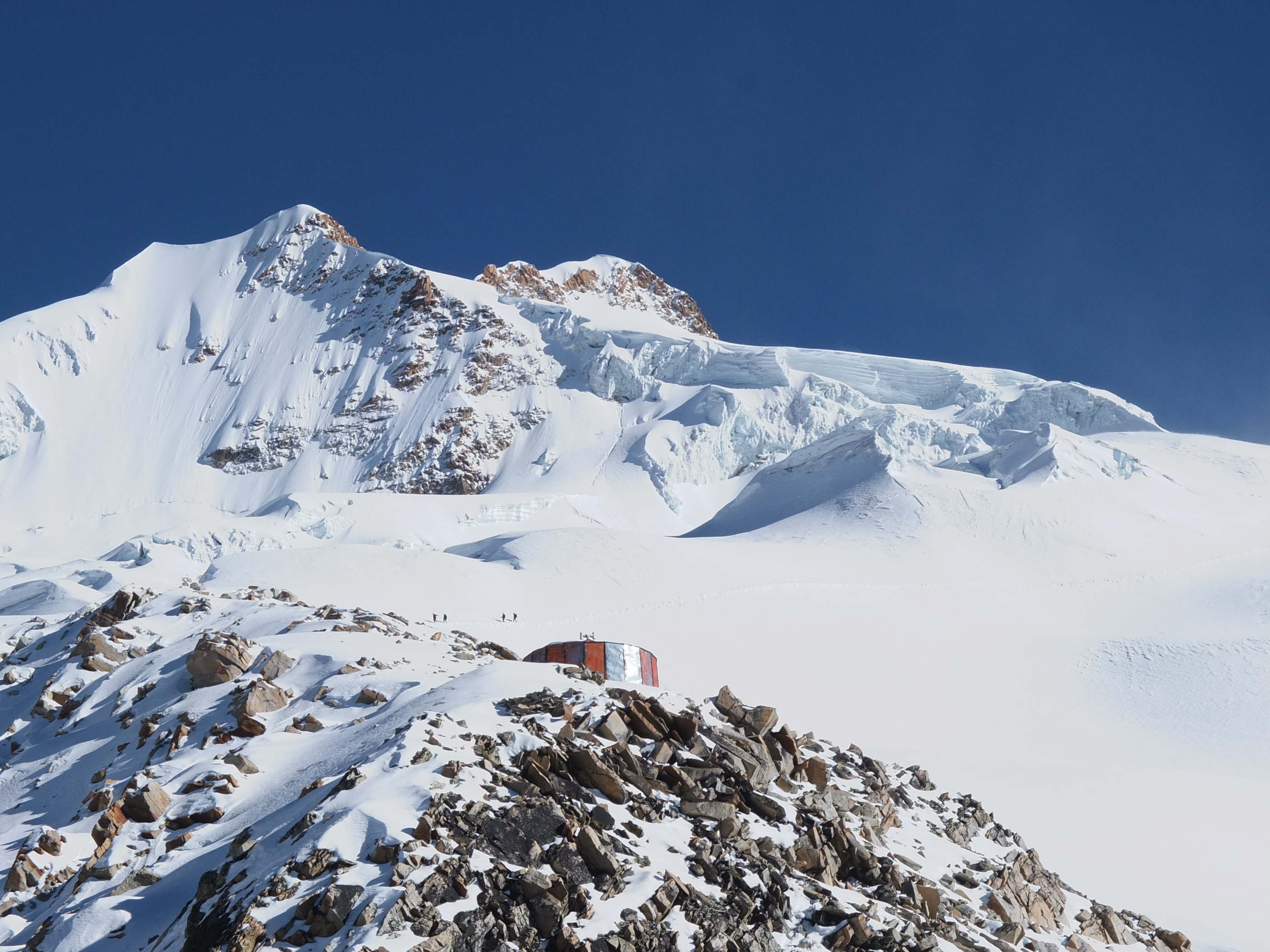
Aufstiegsroute zum Huayna Potosí mit Biwakschachtel

Für die Besteigung empfiehlt es sich, in einer Agentur in La Paz einen Bergführer zu nehmen. In der Agentur kann auch sämtliche Ausrüstung gemietet werden.
Für einen geübten und akklimatisierten Bergsteiger ist die Besteigung eine Unternehmung von ein bis zwei Tagen. Man fährt mit Taxi (PKW, kein Allradantrieb erforderlich) und Bergführer mittags zum Zongo-Pass und steigt in zwei Stunden auf die Hütte Campo Alto Roca zum Übernachten. Anderntags früh um 2 Uhr beginnt der Aufstieg zum Gipfel. Über den sanft geneigten, eingeschneiten Gletscher, eine Steilstufe (grieta) am halben Weg und eine 150 m hohe 40–45° steile Schlusswand (pala) wird bei Sonnenaufgang der Gipfel erreicht. Bei guter Organisation kann man nach dem Abstieg zum Zongo-Pass mittags zurück in La Paz sein.

## Umgebung

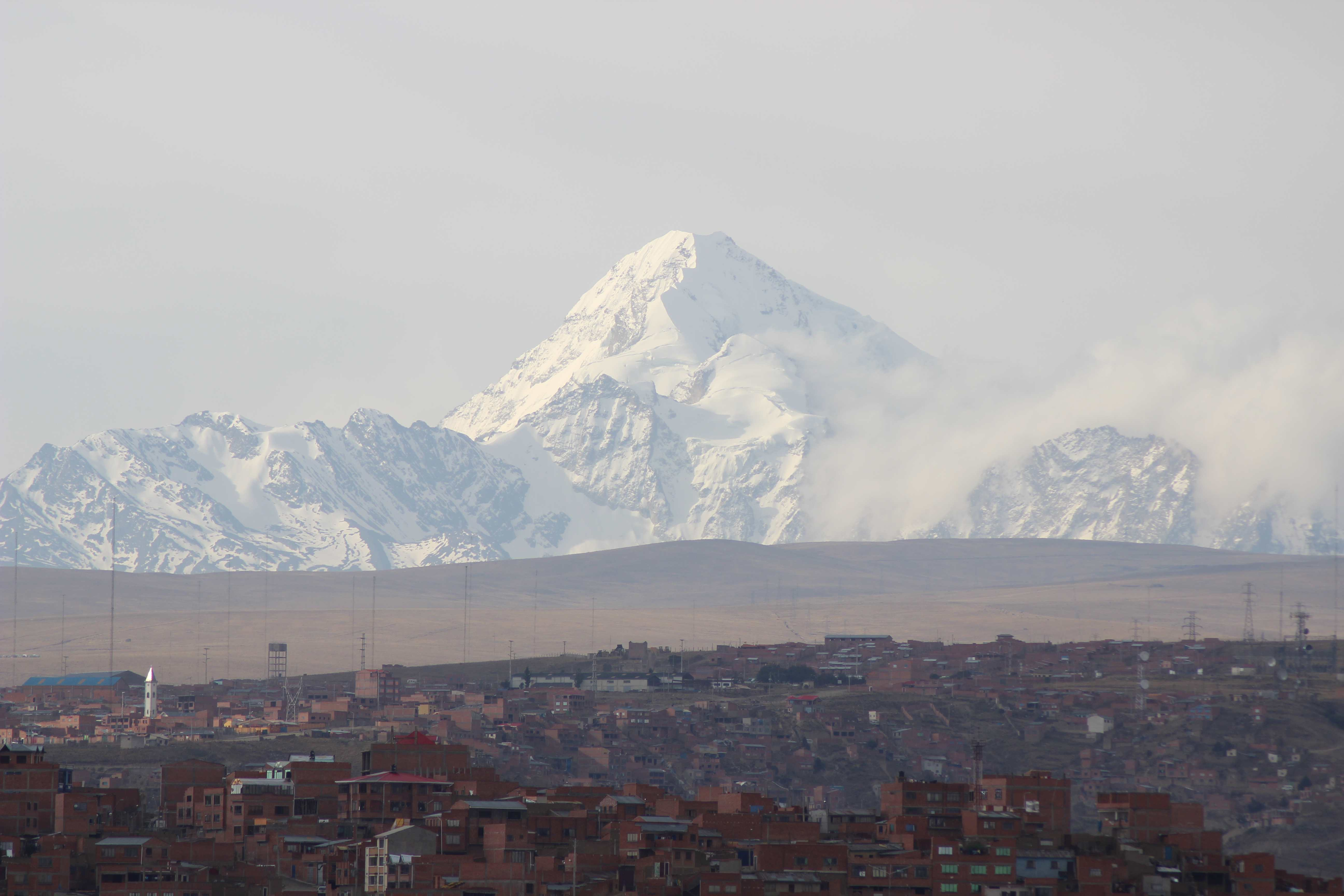
Blick von La Paz auf den Südhang des Huayna Potosi

Die Umgebung des Huayna Potosí hat auf allen Seiten eine ungewöhnliche Infrastruktur.
Auf der Amazonas- oder Yungas-Seite wird über eine Serie von zehn Wasserkraftwerken ein Großteil der Elektrizität für La Paz gewonnen.
Gespeist werden die Kraftwerke von den Schmelzwassern der Gletscher, vom Sommerregen und einigen kleinen Staubecken. Entlang der Wasserzuleitungen (acequias) kann man tagelang auf der Höhenstufe der feuchten Puna wandern. Der Höhenunterschied für die Wasserkraftgewinnung vom Gletscherbach bis in die Yungas beträgt ca. 4.000 Meter.
Bei einem Trekking durch das Zongo-Tal können auf der kurzen Distanz von 20 km alle Klima- und Vegetationsstufen vom Gletschereis bis zum Amazonas-Regenwald durchwandert werden. Bei 3.600 m tritt man in das oberste Waldstockwerk ein, die ceja de montana oder einfach nur ceja, ein wolkenverhangener, feuchtkalter Nebelwald mit viel Bambus; tiefer dann in das wärmere Stockwerk der medio yungas mit  Baumfarnen, Lianen und Epiphyten; und unterhalb von 2.400 m in die  verdadera yungas, die warmen Waldtäler mit intensiver landwirtschaftlicher Nutzung der Talabhänge und ausgedehntem Coca-Anbau seit historischen Zeiten.
Auf der Altiplano Seite liefern die Schmelzwasser vom Huayna-Potosí- und Condoriri-Gletscher das gesamte Trinkwasser für El Alto und La Paz.
Die Zinnmine Milluni auf dem Weg nach Zongo ist seit ca. 1987 stillgelegt.

## Karten und Führer
- Liam O’Brien: A new map of the Cordillera Real de los Andes. reprint. 1, 1995, S. 135.000, OCLC 254316696.
- Carta Nacional de Bolivia, Hoja Zongo 5945. I, 1:50.000, IGM ed. 1968, OCLC 63739407.
- Carta Nacional de Bolivia, Hoja Milluni 5945. II, 1:50.000, IGM ed. 1985, reprint 1996.
- Hermann Kiendler: Die Anden; vom Chimborazo zum Marmolejo- alle 6000er auf einen Blick. Panico Alpinverlag, Köngen 2007, ISBN 978-3-936740-36-3. (Die Info über die Infrastruktur an den Bergen rund um La Paz ist nicht aktuell, ca. Anfang 1990er)